# ویکتور وکسلبرگ
ویکتور وکسلبرگ، (به انگلیسی: Viktor Vekselberg) (زاده ۱۴ آوریل ۱۹۵۷) کارآفرین، بازرگان، سرمایه‌دار و مدیر ارشد اجرایی اوکراینی-روسی است، که از مؤسسان شرکت تی‌ان‌کی-بی‌پی بشمار می‌آید. این شرکت از مشارکت بازرگانان روسی همچون میخاییل فریدمن، جرمن خان و وکسلبرگ، با شرکت بریتانیایی بی‌پی در سال ۲۰۰۳ تأسیس شد.
او همچنین از سهام‌داران اصلی شرکت معدنی روسال می‌باشد. وکسلبرگ در ماه مارس ۲۰۱۴ با دارایی خالص ۱۷٫۲ میلیارد دلار، از سوی مجله فوربز به‌عنوان سومین فرد ثروتمند روسیه شناخته شد. وی هم‌اکنون در رتبه ۵۱ از فهرست ثروتمندترین افراد جهان قرار دارد.